# Borgou
El departament de Borgou és un dels 12 departaments de Benín. Borgou és fronterer amb Nigèria, a l'est i amb els departaments d'Alibori, Atakora, Collines i Donga. La seva capital i ciutat principal és Parakou.

## Municipis

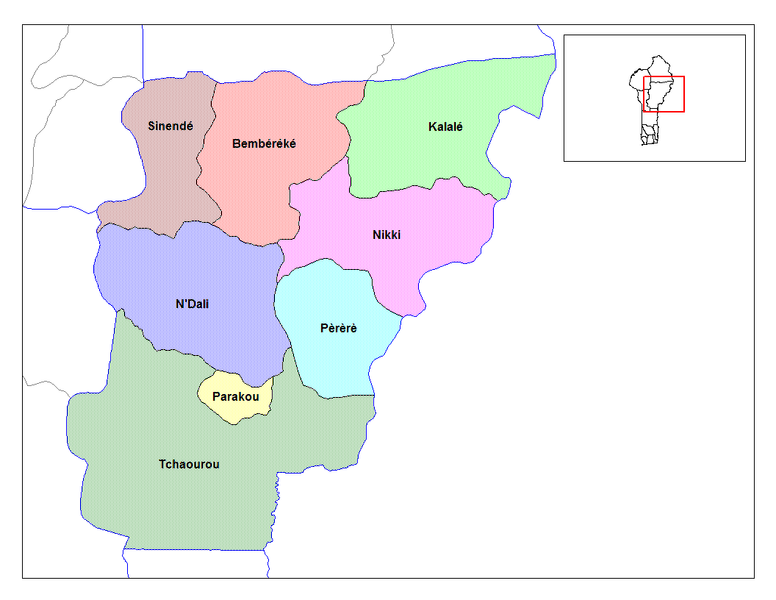
Municipis de Borgou

Els municipis de Borgou són Bembèrèkè, Kalalé, N'Dali, Nikki, Parakou, Pèrèrè i Tchaourou.